# Ferris Bueller's Day Off (jogo)

Tabuleiro do jogo.

Ferris Bueller's Day Off Board Game é um jogo de tabuleiro baseado no filme homônimo de 1986. 
Consiste num caminho a ser percorrido a cada lance de dados para que os jogadores possam, à medida que avançam nas casas, reviver as aventuras de Ferris. O jogo foi criado pelo artista radicado na Argentina, Max Dalton, em 2011, como parte de uma exposição em homenagem ao diretor John Hughes.
Comentando o lançamento na Revista Trip, Clarice Machado declarou: "A ideia do jogo é tão boa, que quando vimos pensamos: Por que ninguém fez isso antes?"